# TMSB15B
TMSB15B (англ. Thymosin beta 15B) – білок, який кодується однойменним геном, розташованим у людей на короткому плечі X-хромосоми. Довжина поліпептидного ланцюга білка становить 45 амінокислот, а молекулярна маса — 5 229.
| 10         |  | 20         |  | 30         |  | 40         |  | 50    |
| ---------- |  | ---------- |  | ---------- |  | ---------- |  | ----- |
| MSDKPDLSEV |  | EKFDRSKLKK |  | TNTEEKNTLP |  | SKETIQQEKE |  | CVQTS |

C: Цистеїн

D: Аспарагінова кислота

E: Глутамінова кислота

F: Фенілаланін

I: Ізолейцин

K: Лізин

L: Лейцин

M: Метіонін

N: Аспарагін

P: Пролін

Q: Глутамін

R: Аргінін

S: Серин

T: Треонін

Білок має сайт для зв'язування з молекулою актину. 
Локалізований у цитоплазмі, цитоскелеті.